# Terug naar eigen land
Terug naar eigen land is een Vlaams programma van productiehuis Warner Bros België op de zender VIER.
In dit realityprogramma reist Martin Heylen met zes bekende Vlamingen met een uitgesproken eigen mening over de vluchtelingencrisis, naar conflictgebieden en wordt zo vluchtelingenroute bewandeld richting Europa. De route wordt gestart vanuit Mogadishu, Somalië en vanuit Erbil, Irak, en gaat zo naar Griekenland, Turkije, Servië, Macedonië, Duitsland en België.
Het programma bestond uit zeven afleveringen, waarvan de eerste op 3 maart 2016 en de laatste op 14 april 2016 werd uitgezonden.
Het werd genomineerd op Docville voor Beste tv-documentaire.

## Deelnemers
- Zuhal Demir
- Bert Gabriëls
- Jean-Marie Dedecker
- Margriet Hermans
- Veroniek Dewinter (dochter van Filip Dewinter)
- Ish Ait Hamou